# Касперський Євген Валентинович
Євген Валентинович Касперський (нар. 4 жовтня 1965 р. у Новоросійську, СРСР) — російський фахівець у сфері інформаційної безпеки. Один із засновників, основний власник та голова «Лабораторії Касперського».

## Навчання
У школі займався поглибленим вивченням математики у рамках спецкурсу, організованого Московським фізико-технічним інститутом. Після перемоги у математичній олімпіаді був зарахований до школи ім. Колмогорова (спеціалізовану школу-інтернат фізико-математичного профілю при Московському державному університеті ім. М. В. Ломоносова).
У 1987 році закінчив математичний факультет Вищої школи КДБ (з 1992 року перейменована в Інститут криптографії, зв'язку та інформатики Академії ФСБ) у Москві.

## Кар'єра
У 1987 році почав працювати у багатопрофільний науково-дослідний інститут при Міністерстві оборони СРСР. Почав вивчати комп'ютерні віруси — після того, як у 1989 році зіткнувся із вірусом Cascade. Проаналізувавши код вірусу, Євген розробив спеціальну утиліту для його лікування.
У 1991 році Євген Касперський почав працювати у Центрі інформаційних технологій КАМІ, де очолив невелику групу спеціалістів, які займалися розробкою антивірусних рішень.
У листопаді 1992 року група випустила свій перший повноцінний продукт — AVP 1.0. У 1997 році Євген Касперський і його колеги вирішили створити власну компанію, виступаючи як співзасновники «Лабораторії Касперського».  У листопаді 2000 року продукт AVP було перейменовано на Антивірус Касперського.
Сьогодні Євген Касперський займається, насамперед, стратегічним управлінням компанії. Також він є ключовим спікером «Лабораторії Касперського».

## Особисте життя
Євген втретє одружений. Від першого шлюбу із Наталією Касперською (розлучення відбулося у 1998 році) у Євгенія два сини: Максим (н.1989) та Іван (н.1991).
У 2011 році його син Іван був викрадений зловмисниками та звільнений через 3 дні.
У 2011 році особистий статок Євгенія Касперського оцінювався у 800 млн доларів.

## Нагороди
У 2012 році Євген Касперський отримав ступінь почесного доктора наук Університету Плімута. У тому ж році він був включений до рейтингу Тор-25 Innovators of the Year (25 ведучих інноваторів року) за версією CRN. У 2010 році отримав Премію Рунета (за внесок у розвиток російськомовного інтернету)
У 2009 році удостоєний Державної премії Російської Федерації в області науки та технологій — за великі досягнення у сфері сучасних систем захисту комп'ютерної інформації.
Серед інших вагомих нагород:
- Top-100 Global Thinker, Foreign Policy Magazine — 2012
- Технологічний герой року, V3 — 2012
- Тор-100 керівників у сфері IT, CRN — 2012
- Найвпливовіший керівник у сфері ІТ-безпеки у світі, SYS-CON Media — 2011
- Бізнесмен року, Американська торгова палата в Росії — 2011
- Нагорода «За видатний внесок у бізнес», CEO Middle East — 2011
- CEO року, SC Magazine Europe — 2010
- Нагорода «За життєві досягнення», Virus Bulletin — 2010
- Нагорода за лідерство у стратегії розвитку бренду, World Brand Congress — 2010
- Національна премія дружби КНР (20 вересня 2009 року) — за «внесок у розвиток китайської індустрії інформаційної безпеки»;

## Додаткова інформація
У 2012 році журналіст Ноа Шахтман у своїй статті для видання Wired заявив, що Євген має зв'язок із Кремлем. Сам Касперський це заперечує.

## Книги
Написані Євгенієм Касперським:
- «Комп'ютерні віруси в MS-DOS» (1992)
- Дорожні замітки (2006)
- Зустрінемо Новий рік на Півдні! (2010)
- Мачу-Пікчу & Muchas Pictures (2011)
- Топ-100 місць у цьому світі, які справді треба побачити (2012)

Біографія:
- Владислав Дорофєєв, Тетяна Костильова «Принцип Касперського: охоронець Інтернета». М.: Ексмо, 2011 г.